# Fruita (Colorado)
Fruita é uma cidade localizada no estado americano de Colorado, no Condado de Mesa. A cidade ganhou fama depois do incrível ocorrido de um frango decapitado que sobreviveu durante 18 meses mesmo após a decapitação. Fruita é a cidade natal de Mike, o frango sem cabeça, onde existe uma estátua em sua homenagem na praça da cidade.

## Demografia
Segundo o censo americano de 2000, a sua população era de 6478 habitantes.
Em 2006, foi estimada uma população de 7055, um aumento de 577 (8.9%).

## Geografia
De acordo com o United States Census Bureau tem uma área de
15,6 km², dos quais 15,4 km² cobertos por terra e 0,2 km² cobertos por água. Fruita localiza-se a aproximadamente 1379 m acima do nível do mar.

## Localidades na vizinhança
O diagrama seguinte representa as localidades num raio de 32 km ao redor de Fruita.